# Alto Sermenza
Alto Sermenza è un comune italiano di 130 abitanti della provincia di Vercelli in Piemonte. È stato istituito il 1º gennaio 2018 dalla fusione dei comuni di Rima San Giuseppe e di Rimasco, in Valsesia.
La parte più alta del territorio è compresa nel parco naturale dell'Alta Val Sesia e dell'Alta Val Strona.

## Storia
L'11 giugno 2017 si tenne un referendum in entrambi i comuni che diede esito positivo (85 voti favorevoli e 15 contrari).
Istituito ufficialmente con Legge Regionale n. 14 del 10 ottobre 2017, pubblicata sul Bollettino Ufficiale della Regione Piemonte n. 41 del 12 ottobre 2017, il nuovo comune è operativo dal 1º gennaio 2018.

### Simboli
In attesa del riconoscimento di uno stemma definitivo, il nuovo comune sarà rappresentato dagli stemmi del comune di Rimasco (uno scalpellino con statua in campo blu) e del comune di Rima San Giuseppe (una montagna con corsi d'acqua e cielo blu), posti uno accanto all'altro.

## Società

### Evoluzione demografica
Abitanti censiti

### Lingue
Secondo un sondaggio, nel territorio dell'ex comune di Rima San Giuseppe l'1,8% della popolazione è di madrelingua walser, anche se il 15,5% è in grado di parlarlo, mentre nel territorio dell'ex comune di Rimasco non vi sarebbero madrelingua walser mentre il 3,3% è in grado di parlarlo.

## Geografia antropica
Il comune di Alto Sermenza comprende i centri abitati di Rimasco e Rima e le località di San Giuseppe, Piana, Rima San Giovanni, Campo Ragozzi, Dorca, Ferrate, Priami, Balmelle, Cà di Zelle e Oro.